# آفساید (فیلم)
آفساید فیلمی به کارگردانی جعفر پناهی و نویسندگی جعفر پناهی و شادمهر راستین است. این فیلم که ساخته سال ۱۳۸۴ است، پنجمین فیلم پناهی در مقام کارگردان به‌شمار می‌رود.
این فیلم در بیست و چهارمین دوره جشنواره بین‌المللی فیلم فجر نمایش داده شد اما نتوانست پروانه نمایش بگیرد و در ایران نمایش عمومی داده نشد.

## خلاصه داستان
داستان روایتگر شرح حال دخترانی است که حاضرند هر کاری انجام دهند تا بازی ایران-بحرین را برای ورود ایران به جام جهانی ببینند تا جای کسانی را که در بازی ایران-ژاپن جان خود را از دست داده‌اند خالی نباشد. آن‌ها هر کدام با لباسی مبدل سعی می‌کنند وارد ورزشگاه بشوند اما تعدادی از آن‌ها به دلیل ممنوعیت ورود زن‌ها به ورزشگاه‌ها دستگیر می‌شوند. سرانجام به دست سربازانی که آن‌ها را گرفته‌اند به کمیته منتقل می‌شوند اما در راه به علت برد ایران در بازی با بحرین خیابان‌ها شلوغ می‌شود و دخترها به این ترتیب فرار می‌کنند.

## بازیگران
سیما مبارک‌شاهی، صفر سمندر، شایسته ایرانی، محسن تنابنده، محمد خیرآبادی، آیدا صادقی، مسعود خیمه‌کبود، گلناز فرمانی، محمدرضا قره‌باغی، مهناز ذبیحی، هادی سعیدی، نازنین صدیق‌زاده، مسعود غیاث‌وند، ملیکا شفاهی، علی برادری، علی روشن، رضا خیری، کریم خدابنده‌لو.
به همراه هشتاد هزار تماشاگر بازی ایران و بحرین. (همه دختران بازیگر در این فیلم فارغ التحصیلان تئاتر هستند)

## نظر منتقدین

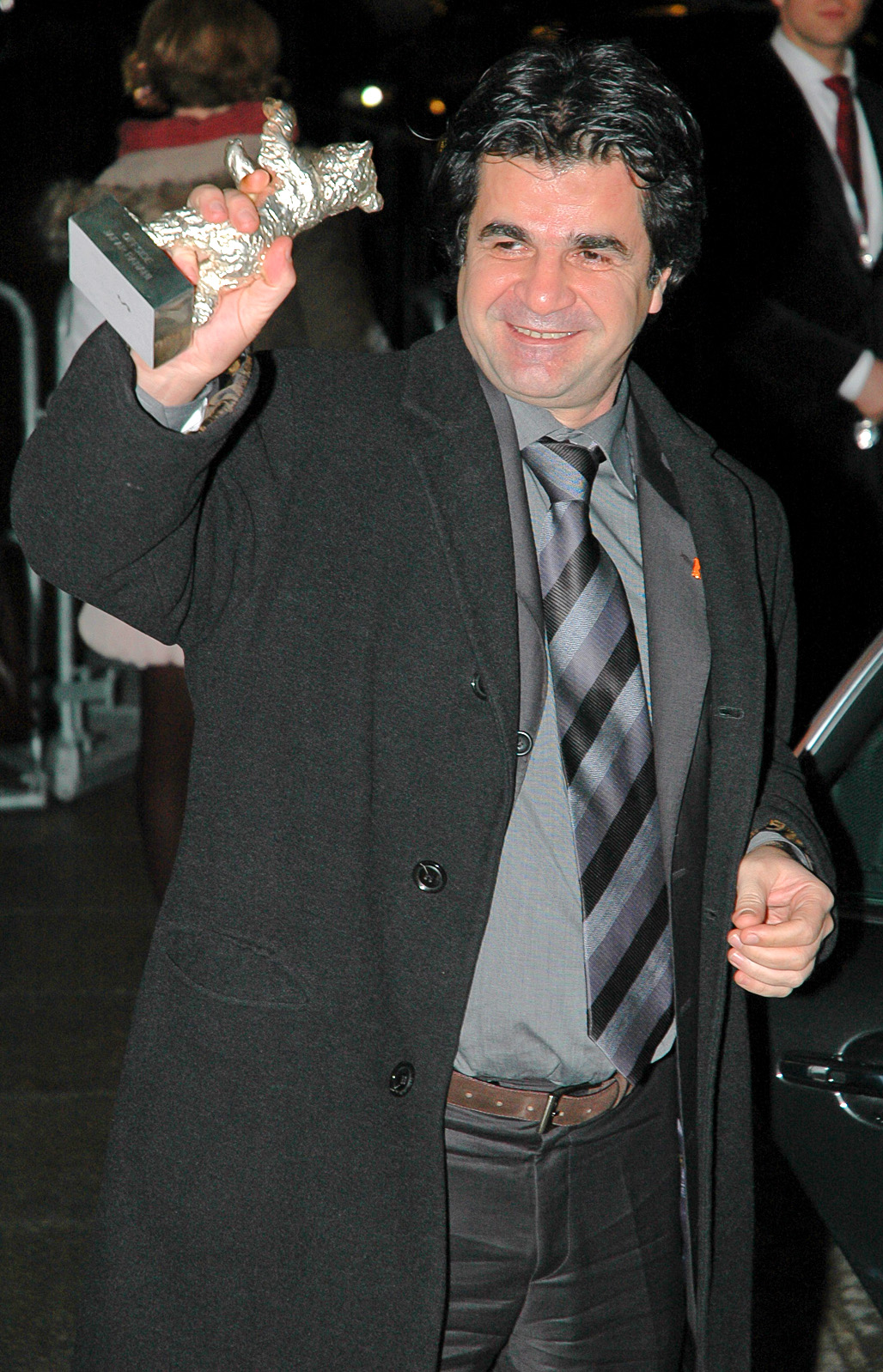
جعفر پناهی پس از دریافت جایزهٔ خرس نقره‌ای از جشنواره بین‌المللی فیلم برلین.

این فیلم تحسین بسیاری از منتقدان را به دنبال داشت. سایت جمع‌آوری‌کنندهٔ نظرات راتن تومیتوس گزارش داد که ۹۷٪ منتقدین از ۷۶ بررسی موجود به این فیلم با نگاه مثبت نگریسته‌اند. متاکریتیک گزارش داده است که از میان ۲۵ بررسی انجام شده در مورد فیلم ۸۵٪ نظر مثبت داشته‌اند.

### فهرست ۱۰ فیلم برتر
این فیلم در فهرست ۱۰ فیلم برتر تعدادی منتقد نیز حضور داشت:
- یکم - اد گنزالس، اسلنت مگزین
- دوم - نوئل موری، د ای.وی کلاب
- ششم - جی. هوبرمن، د ویلیج ویس
- نهم - پیتر راینر، کریستین ساینس مانیتور
- نهم - تاشا رابینسون، د ای.وی کلاب

### جوایز
- جایزهٔ خرس نقره‌ای جشنوارهٔ فیلم برلین در سال ۲۰۰۶[۱۰]
- انتخاب هیئت داوران جشنوارهٔ فیلم تورنتو و جشنوارهٔ فیلم نیویورک.
- اکران شده در دومین جشنواره بین‌المللی فیلم شهر[۱۱][۱۲]